# Społeczność Chrześcijańska „Puławska” w Warszawie
Społeczność Chrześcijańska „Puławska” w Warszawie – jeden ze zborów Kościoła Chrystusowego w RP działających w Warszawie. Pastorem przełożonym zboru jest Zbigniew Tarkowski.

## Historia

### Początki zboru przy ul. Puławskiej

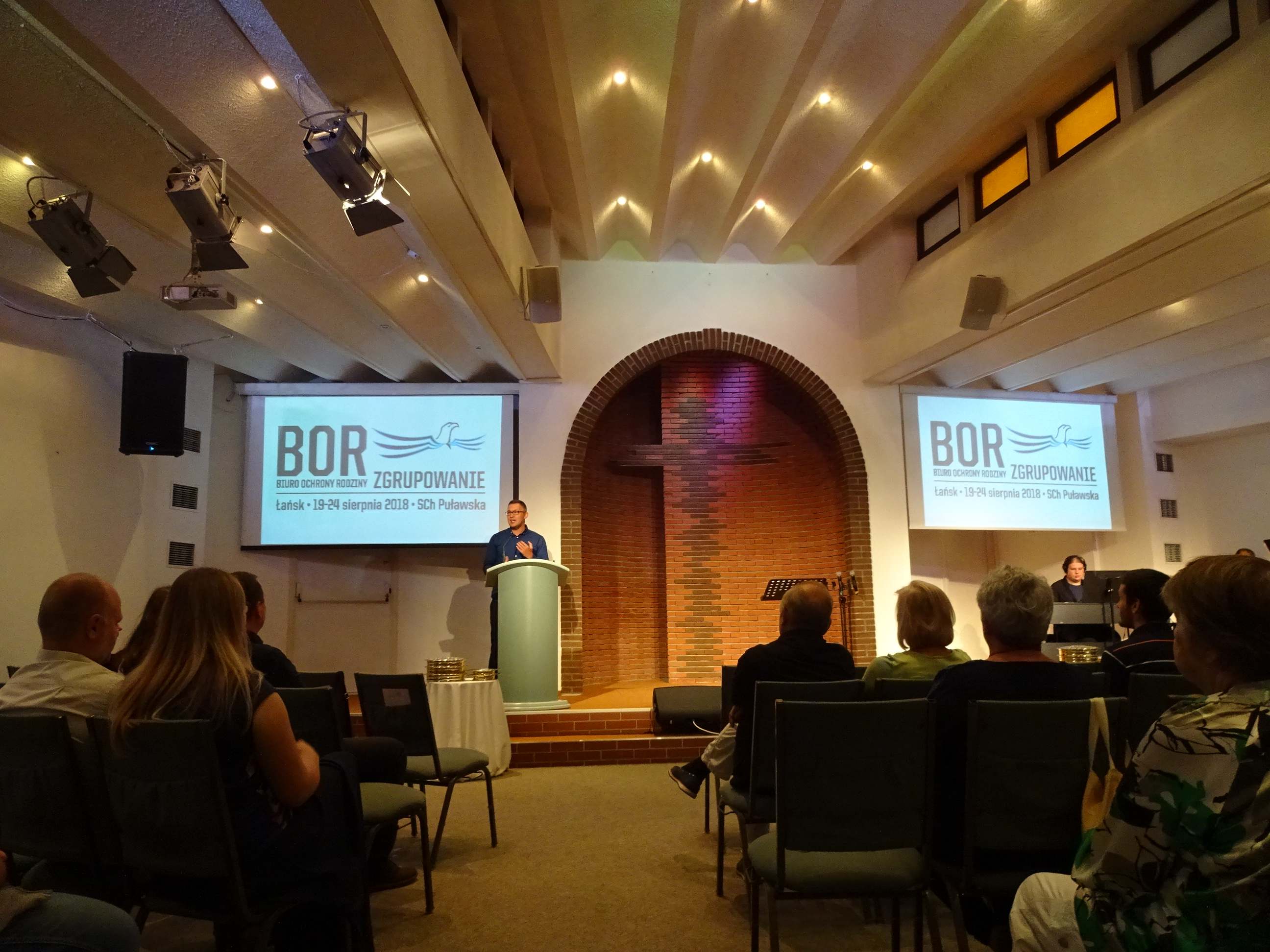
Wnętrze kaplicy

Po zakończeniu II wojny światowej centrala Zjednoczenia Kościołów Chrystusowych, działającego przede wszystkim na terenie Kresów Wschodnich, przeniesiona została z Kobrynia do Olsztyna, gdzie zamieszkali główni działacze tego kościoła. Funkcjonowanie Zjednoczenia Kościołów Chrystusowych zostało oficjalnie wznowione w listopadzie 1946 decyzją Ministerstwo Administracji Publicznej, a jego ośrodkami administracyjnymi stały się Olsztyn i Lidzbark Warmiński. Kierownictwo Kościoła pragnęło jednak przeniesienia biur kościelnych do Warszawy. W związku z tym w 1947 zakupiono zniszczoną w 80% kamienicę położoną przy ul. Puławskiej, co było możliwe dzięki środkom finansowym przekazanym przez Konstantego Jaroszewicza ze Stanów Zjednoczonych.
Zaraz po zakupie nieruchomości rozpoczęto jej odbudowę. Kierownikiem prac został Aleksander Jurkowski, który przeniósł się do Warszawy z Olsztyna. Gospodarzem budynku mianowano Mikołaja Kobusa, który przybył tu z Białegostoku. W styczniu 1948 do kamienicy wprowadził się Jerzy Sacewicz, a w jego mieszkaniu były organizowane pierwsze nabożeństwa. W lutym tego roku do budynku przeniesiona została z Olsztyna centrala Zjednoczenia Kościołów Chrystusowych, a w marcu rozpoczęto tu wydawać kościelne czasopismo Jedność. 18 kwietnia 1948 miało miejsce oficjalne otwarcie centrali oraz nowej Kaplicy Kościoła Chrystusowego w Warszawie o powierzchni około 60 m², położonej na I piętrze budynku. W uroczystości tej wziął udział Tadeusz Wolfenburg, przedstawiciel departamentu wyznaniowego Ministerstwa Administracji Publicznej, jak również Feliks Teodor Gloeh z departamentu wyznań niekatolickich Ministerstwa Obrony Narodowej, będący jednocześnie delegatem Kościoła Ewangelicko-Augsburskiego. Obecni byli także reprezentanci innych kościołów, jak Kazimierz Najmałowski z Polskiego Kościoła Chrześcijan Baptystów i delegaci Kościoła Ewangelicznych Chrześcijan oraz Kościoła Adwentystów Dnia Siódmego wraz z gośćmi z zagranicznych związków wyznaniowych. Budynek był wówczas odbudowany tylko częściowo, była możliwość korzystania tylko z jednej klatki schodowej, a z części kamienicy od strony ul. Malczewskiego pozostały nadal jedynie fundamenty.
W dniach 13–15 sierpnia 1948 roku zorganizowano tutaj tu XII Ogólnopolski Zjazd Zjednoczenia Kościołów Chrystusowych, a w listopadzie odbył się kurs dyrygentury.
W 1949 roku do stolicy przeprowadziły się kolejne rodziny współwyznawców, przeniesiono tu także Seminarium Teologiczne Zjednoczenia Kościołów Chrystusowych, które działało do tej pory w Lidzbarku Warmińskim. Następował stały wzrost liczby członków zboru, którego pastorem przełożonym pozostawał Jerzy Sacewicz.

### Aresztowanie działaczy
19 września 1950 przez organy Ministerstwa Bezpieczeństwa Publicznego przeprowadzona została Akcja „B”, w wyniku której nastąpiły aresztowania działaczy Kościoła, a kaplica wraz z kancelarią zostały zamknięte i opieczętowane. Zablokowane zostały również kościelne konta bankowe. Zbór pozbawiony został możliwości otwarcia nowej kaplicy położonej na parterze budynku przy ul. Puławskiej, co planowano na 1 grudnia 1950. Wspólnocie zostało również odebrane prawo do odbudowy kamienicy, a do jej pomieszczeń zostali wprowadzeni nowi lokatorzy, niezwiązani ze Zjednoczeniem Kościołów Chrystusowych. Przez kolejne dwa lata spotkania Kościoła odbywały się w prywatnych mieszkaniach jego członków lub w kaplicy urządzonej przy Alejach Jerozolimskich.
W 1952 roku do Warszawy przybył wiceprezes Kościoła Paweł Bajeński, zamieszkały wcześniej w Gdańsku, który ze względu na stan zdrowia wcześniej powrócił z więzienia. Jako przedstawiciel zarządu ZKCh czynił starania o zezwolenie na odpieczętowanie kaplicy i dokończenie budowy nowej sali modlitwy. Rok później z więzienia zostali zwolnieni Jerzy Sacewicz i Bolesław Winnik. Został uruchomiony wówczas pierwszy chór, któremu dyrygował Winnik.

### Zbór w składzie Zjednoczonego Kościoła Ewangelicznego
W 1953 roku Zjednoczenie Kościołów Chrystusowych stało się częścią Zjednoczonego Kościoła Ewangelicznego w PRL, na skutek czego wspólnota przy ul. Puławskiej przyjęła nazwę II Zbór Zjednoczonego Kościoła Ewangelicznego w Warszawie. Na stanowisku pastora przewodniczącego zboru został utrzymany Jerzy Sacewicz, a jego zastępcą mianowano Witolda Omeljanowicza.
Na początku lat 60. XX wieku w łonie przywódców społeczności nastąpił konflikt dotyczący sposobu pracy i zarządzania zborem. Wobec niebezpieczeństwa podziału, zarząd Zjednoczonego Kościoła Ewangelicznego postanowił o powołaniu Kazimierza Murantego jako komisarycznego zarządcę zboru, który sprawował funkcję pełniącego obowiązki pastora przełożonego w okresie 1962-1965. Napięcia we wspólnocie zostały zażegnane dzięki zorganizowanemu 16 maja 1965 zebraniu jej członków, na którym zdecydowano o ustanowieniu przewodniczącym zboru Jerzego Sacewicza z zastępcami: Pawłem Bajeńskim, Bolesławem Winnik, Witoldem Omeljanowiczem.
Na jesieni 1965 do Warszawy powrócił Jerzy Bajeński, który odbywał wcześniej studia w Stanach Zjednoczonych. Doprowadził on do rozwoju działalności zboru przy ul. Puławskiej, jak również do zintensyfikowania pracy wśród młodzieży na niwie ogólnokościelnej, którą był m.in. rozwój działalności letnich i zimowych obozów.
W 1967 otwarta została nowa, docelowa kaplica, położona parterze budynku zborowego od strony ul. Malczewskiego. W kolejnych latach znajdujące się w kamienicy mieszkania zostały adaptowane na biura oraz pomieszczenia do prowadzenia szkółek niedzielnych, a w latach 70. XX wieku piwnicę przekształcono na klub młodzieżowy „Pod Kazalnicą”. Działalność pośród młodszych wiernych, w tym studentów Chrześcijańskiej Akademii Teologicznej, została wzmocniona dzięki pracy Piotra Karela i Andrzeja Bajeńskiego. Z inicjatywy Piotra Karela został utworzony zespół młodzieżowy „Żywe Kamienie”, a pod przewodnictwem Danuty Ryzyk prowadzony był chór. Wobec rozwoju działalności kaznodziejskiej Andrzeja Bajeńskiego, 27 maja 1979 został on ordynowany na pastora.
Wobec przejścia na emeryturę Jerzego Sacewicza, pełniącego sześćdziesięcioletnią pracę w Kościele, zebranie członków zboru w dniu 14 czerwca 1981 postanowiło o wyborze Andrzeja Bajeńskiego na kolejnego pastora przełożonego. Jerzy Sacewicz otrzymał tytuł Honorowego Przełożonego Zboru.
Nowy pastor przełożony kontynuował prężną działalność wspólnoty i wzmagał jej rozwój. Z jego inicjatywy doszło do zmiany nazwy zboru na Chrześcijańska Społeczność w Warszawie. Wprowadził też nowy styl nabożeństw, zmienił też sposób działania Rady Zborowej oraz metody pracy w Społeczności. Jej nowymi pastorami pomocniczymi mianowano Kazimierza Barczuka, Bronisław Hurego i Władysława Dwulata. W dalszym ciągu rozrastał się zakres pracy z młodzieżą, a zbór miał znaczny udział w zakończeniu budowy kościelnego ośrodka wypoczynkowego w Ostródzie, uruchomionego 3 lipca 1983. W związku z kryzysem gospodarczym w Polsce, wspólnota rozbudowała działalność charytatywną, zajmując się rozprowadzaniem darów z innych krajów, otrzymywanych przede wszystkim dzięki wsparciu zamieszkałego w Kanadzie Jerzego Bajeńskiego. Pozyskiwano produkty spożywcze i odzież, jak również preparaty farmaceutyczne oraz sprzęt medyczny.
W związku z rozrostem liczebności członków zboru, na ich zebraniu w maju 1982 podjęta decyzja o budowie przez Społeczność nowego obiektu, który miał mieścić kaplicę oraz pomieszczenia administracyjne. Planowano powstanie budynku o ogólnej powierzchni 1120 m², z których 450 m² miało przypadać na salę modlitwy. W marcu 1985 rozpoczęto wydawanie biuletynu „Zborownik”, który został w styczniu 1994 przekształcony w miesięcznik „Gazeta Chrześcijańska”, ukazujący się do maja 2007.
W 1986 stanowisko miejscowego administratora objął Bronisław Hury, który doprowadził do odzyskania prawa własności nieruchomości przy ul. Puławskiej dla Kościoła. W marcu 1986 delegacja Zjednoczonego Kościoła Ewangelicznego przeprowadziła rozmowy z wiceprezydentem miasta, których efektem było otrzymanie decyzji o zasadności planów budowy nowego gmachu dla zboru. Strona kościelna proponowała przekazanie na ten cel działki położonej przy ul. Merliniego na rogu z ul. Okolską, znajdującej się naprzeciwko obecnego budynku, jednak miasto nie przystało na tę lokalizację, proponując w zamian rejon wschodni skoczni, południowo-zachodnią część skrzyżowania ulic Władimira Komarowa i Racławickiej lub tylną część działki Dzielnicowego Urzędu Spraw Wewnętrznych przy zbiegu ulic Antoniego Malczewskiego i Tynieckiej. Zdecydowano o budowie na terenie skoczni, jednak ostatecznie nie przystąpiono do niej.
Społeczność prowadziła zaawansowaną działalność misyjną, a do jej części należała działająca w latach 1987–1991 akcja „Biblia pod namiotem”, która objęła swoim zasięgiem 20 miast, a w niektórych z nich zaowocowała powstaniem nowych zborów.
Pierwszą stację misyjną założono w 1987 w Grójcu, jednak prowadzona tam praca ewangelizacyjna nie zakończyła się sukcesem, w związku z czym stację zamknięto, a zakupiony do jej prowadzenia lokal sprzedano. Natomiast dzięki ewangelizacji Adama Byry w 1988 w Sandomierzu utworzona została piętnastoosobowa grupa, która weszła w skład Kościoła. W czerwcu 1995 została ona przekształcona w stację misyjną zboru przy ul. Puławskiej, a w lipcu 1995 powołano tam samodzielny zbór Społeczność Chrześcijańska w Sandomierzu. Dodatkowo w styczniu 1989 w celu powołania stacji misyjnej w Ciechanowie przybyli tam Bożena i Krzysztof Pietrzakowie, zastąpieni w 1992 przez Mariolę i Krzysztofa Zarębów. Niezależny zbór w Ciechanowie powstał w 1996. Również w 1989 uruchomiona została działalność w Płocku, a po utworzeniu tam stacji misyjnej funkcję jej przełożonego pełnił od września 1994 Jacek Kozielski, zastąpiony od stycznia 1996 przez Tytusa Pikalskiego. Samodzielny zbór w Płocku powołano 1 stycznia 2000.

### Po powstaniu Kościoła Chrystusowego
W 1988 nastąpiło rozwiązanie Zjednoczonego Kościoła Ewangelicznego, a zbór przy ul. Puławskiej wszedł w skład Kościoła Zborów Chrystusowych. W celu utworzenia centrali nowego związku wyznaniowego, administracja kościelna zakupiła na terenie miasta trzy mieszkania, gdzie przeprowadzili się lokatorzy z trzech lokali położonych w kamienicy przy ul. Puławskiej, a w pomieszczeniach tych urządzone zostały biura kancelarii Kościoła i jednostek ogólnokościelnych.
We wrześniu 1988 zbór liczył ponad 400 wiernych, posiadał także 5 placówek misyjnych. 9 września 1991 w budynku Społeczności uruchomiona została księgarnia chrześcijańska „Biblos”, którą utworzono w lokalu odzyskanym przez zbór, zajmowanym wcześniej przez warzywniak. Księgarnia prowadziła działalność do 2006.
Zbór stał się pomysłodawcą organizacji Chrześcijańskich Konferencji Młodzieży, a w każdej z nich brało udział kilka tysięcy uczestników. Został też twórcą Forum Współpracy Chrześcijan i Warszawskiego Festynu Chrześcijańskiego. Włączał się również w działalność związaną z ewangelizacją satelitarną Billy’ego Grahama.
W 1991 grupa wiernych z Łodzi, której przewodniczył Fryderyk Domaradzki, stała się częścią Społeczności Chrześcijańskiej „Puławska” jako jej stacja misyjna. W 1993 została ona podniesiona do rangi samodzielnego zboru.
Wobec braku miejsc w kaplicy przy Puławskiej prowadzone tam były dwa nabożeństwa niedzielne. Na skutek niemożności powstania nowego budynku, zdecydowano o zabudowie podwórka obecnej siedziby. W wyniku połączenia nowej części z istniejącą salą nabożeństw oraz dodatkowego lokalu, powstała tam kaplica o powierzchni 250 m², będąca trzykrotnie większa od dotychczasowego miejsca modlitw. Została ona otwarta 27 września 1992 i od tego czasu powrócono do jednego nabożeństwa niedzielnego. Stan ten trwał jednak do października 1995, kiedy to z powodu dalszego rozrostu społeczności i braku miejsc dla wszystkich chętnych w kaplicy, na powrót zaczęto organizować dwa nabożeństwa w niedziele. Według stanu na maj 1996 w nabożeństwach brało udział około 400 osób, a w czerwcu liczba ich uczestników wynosiła już około 500. Tymczasowo wprowadzono więc trzecie nabożeństwo, odbywające się w sobotnie wieczory, jednak nie przyniosło to oczekiwanych rezultatów. Wobec tego dzięki staraniom pastora Andrzeja Bajeńskiego, decyzją Rady Starszych postanowiono o organizowaniu trzeciego nabożeństwa na terenie prawobrzeżnej części Warszawy dla zamieszkałych tam wiernych. 8 marca 2001 miało miejsce pierwsze nabożeństwo w sali hotelu „Pod Grotem” na Żeraniu, a 20 października tego roku rozpoczęto prowadzenie regularnych spotkań odbywających się w sali konferencyjnej Daewoo-FSO. Postanowiono, że na wszystkich trzech nabożeństwach będzie głoszone kazanie takiej samej treści i przez tę samą osobę, co nastręczało dużych problemów organizacyjnych, na co wpływ miało oddalenie żerańskiej sali o 15 km w stosunku do siedziby zboru.
1 września 2001 została powołana stacja misyjna w Radomiu, którą kierował Tytus Pikalski. W 2007 została ona przekształcona w samodzielny zbór Społeczność Chrześcijańska w Radomiu. W grudniu 2001 w struktury zboru przy ul. Puławskiej jako kolejna stacja misyjna została włączona działająca od 1995 Wspólnota „Hosanna” w Lublinie, która powstała w wyniku pracy misjonarskiej prowadzonej przez Wspólnotę Chrześcijańską „Golgota” z Kalifornii. Już w 2002 sandomierską stację mianowano niezależnym zborem Społeczność Chrześcijańska w Sandomierzu.
Wobec faktu, że spotykający się w dwóch różnych miejscach warszawski zbór w praktyce stanowił oddzielne wspólnoty, postanowiono o jego oficjalnym podziale i 4 stycznia 2004 Społeczność Chrześcijańska Północ w Warszawie została powołana jako samodzielny zbór Kościoła Zborów Chrystusowych.
Z powodu rezygnacji Andrzeja Bajeńskiego ze stanowiska pastora przełożonego w związku z jego działalnością jako Prezbitera Naczelnego WKCh, 19 września 2004 w urząd nowego pastora przełożonego został wprowadzony Zbigniew Tarkowski.
Na Synodzie Kościoła Zborów Chrystusowych w lipcu 2004 postanowiono o zmianie nazwy tego związku wyznaniowego na Wspólnota Kościołów Chrystusowych, co miało na celu zaznaczenie autonomii kościołów lokalnych wchodzących w jego skład. Zdecydowano wówczas, że nazwa jednostek go tworzących powinna zaczynać się od słów Kościół lub Społeczność. Wobec tego zbór przyjął wówczas nazwę Społeczność Chrześcijańska „Puławska”.

## Działalność
Nabożeństwa niedzielne odbywają się w kaplicy w siedzibie Społeczności przy ul. Puławskiej 114 (wejście od ul. Antoniego Malczewskiego) oraz na Ursynowie w sali przy ul. Nowoursynowskiej 154a. Ponadto w niedzielne poranki mają miejsce spotkania modlitewne.
W trakcie nabożeństw odbywają się zajęcia Szkoły Niedzielnej dla dzieci. Dodatkowo mają miejsce też spotkania Młodej Generacji, przeznaczone dla uczniów starszych klas szkoły podstawowej oraz szkół średnich. Obydwa programy zajęć realizowane są w ramach działającego przy zborze Pozaszkolnego Punktu Katechetycznego. Prowadzone jest również Niepubliczne Przedszkole Językowe 4KIDS.
Działalność wśród rodzin prowadzi Służba Rodzin SCh Puławska. Odbywają się też kobiece spotkania Wokół Kobiety, jak również śniadania dla mężczyzn oraz dla kobiet. Dla osób powyżej 50 roku życia utworzony został Klub Wiecznie Młodzi. Mają miejsce także spotkania w ramach grup domowych. Przy zborze działa biblioteka oraz Chrześcijańska Poradnia Wytchnienie.
Dla osób zainteresowanych poznaniem wiary chrześcijańskiej prowadzony jest Kurs Alpha, natomiast chrześcijańska misja społeczna Teen Challenge zajmuje się działalnością Coffee House, który organizuje spotkania i pracę wśród ludzi uzależnionych. Prowadzona jest także duszpasterska służba więzienna w zakładach karnych na terenie województwa mazowieckiego.